# Luther Allison
Luther Allison (17 de agosto de 1939 – 12 de agosto de 1997) foi um guitarrista de blues norte americano. Nasceu em Widener, Arkansas e se mudou com sua família aos doze anos para Chicago em 1951. Aprendeu a tocar guitarra sozinho e começou a escutar blues extensivamente. Três anos depois ficava à toa no lado de fora de bares noturnos de blues torcendo para que alguém o convidasse a se apresentar. Ele tocou com a banda de Howlin' Wolf e com James Cotton.

## Carreira
Sua grande estréia foi em 1957, quando Muddy Waters o convidou para subir ao palco. Tocou no circuito de clubes no final da década de 50 e início da década de 60, gravou seu primeiro single em 1965. Allison assinou um contrato com a Delmark Records em 1967 e lançou seu primeiro álbum, Love Me Mama no ano seguinte. Uma apresentação bem recebida no Ann Arbor Blues Festival de 1969 resultou em um convite para ele retornar ao festival nos três anos seguintes. Também fez uma turnê nacional e em 1972 assinou pela Motown Records, sendo um dos primeiros e únicos músicos de blues contratados pela gravadora. No meio dos anos 70 começou uma turnê pela Europa e se mudou para a França em 1977. Não voltaria aos Estados Unidos pelos próximo 15 anos. Allison ficou conhecido pelas suas apresentações ao vivo com solos longos de guitarra e caminhadas junto ao público com sua Gibson Les Paul.
O empresário de Allison, Thomas Ruf, fundou uma gravadora chamada Ruf Records em 1994. Após assinar com a Ruf Records, Allison planejou uma volta associada à Alligator Records. O fundador da Alligator, Bruce Iglauer convenceu Allion a retornar aos Estados Unidos. O Álbum Soul Fixin' Man foi gravado e lançado em 1994 e Allison fez uma turnê pelo continente norte americano, no ano seguinte se apresentou no San Francisco Blues Festival.
Allison tocou uma versão cover de "You Can't Always Get What You Want" para o álbum de tributo aos Rolling Stones de 1997, Paint it Blue: Songs of the Rolling Stones.
No meio de sua turnê no verão de 1997, Allison deu baixa no hospital por tontura e falta de coordenação. Foi descoberto que ele tinha um tumor no pulmão que se espalhou por metástase ao seu cérebro. Após entrar e sair do estado de coma, Allison morreu em 12 de agosto de 1997, 5 dias antes de completar 58 anos, em Madison, Wisconsin. Seu álbum Reckless fora recém lançado. Allison foi enterrado no Cemitério Washington Memory Gardens em Homewood, Illinois. Seu filho Bernard Allison, que havia tocado como membro de sua banda, agora tem carreira solo.
Foi induzido postumamente ao Blues Hall of Fame em 1998. Em 2000, o Chicago Sun-Times o chamou de "Bruce Springsteen do Blues".

## Discografia

### Álbuns de estúdio e ao vivo
- 1969 Love Me Mama - Delmark Records
- 1972 Bad News Is Coming - Motown/Gordy Records
- 1974 Luther's Blues - Motown/Gordy Records
- 1976 Night Life - Motown/Gordy Records
- 1977 Love Me Papa - Black & Blue Records
- 1979 Gonna Be a Live One in Here Tonight! - Rumble
- 1979 Power Wire Blues - Rumble / Charly Records
- 1979 Live in Paris - Paris Album/Buda
- 1979 Live- Blue Silver / Buda
- 1980 Time- Paris Album/Buda
- 1984 Lets Have a Natural Ball - JSP Records
- 1984 Life is a Bitch- Encore!/Melodie / Blind Pig Records
- 1985 Here I Come - Encore!/Melodie
- 1987 Rich Man - Ruf Records / Charly Records
- 1991 More from Berlin - East West
- 1992 Hand Me Down My Moonshine - Inak/Ruf Records
- 1994 Soul Fixin' Man- Alligator Records
- 1995 Blue Streak - Alligator Records
- 1996 Live ’89: Let's Try It Again - Ruf Records
- 1996 Live in Montreux - Where Have You Been? - Ruf Records
- 1997 Reckless - Alligator Records / Ruf Records
- 1999 Live in Chicago - Alligator Records
- 1999 Standing at the Crossroad - Black & Blue Records
- 2002 Pay It Forward - Ruf Records
- 2007 Underground - Ruf Records
- 2009 Songs from the Road - Ruf Records

### Compilações
- 1995 Sweet Home Chicago - Charly Records
- 1996 The Motown Years, 1972-1976 - Motown/Universal

### Vídeos
- 1998 Live In Paradise (VHS/DVD) gravado em La Reunion Island, abril de 1997 - Ruf Records
- 2009 Songs from the Road (CD/DVD) gravado em Montreal, 1997 - Ruf Records